# 1916 dans les chemins de fer
Chronologie des chemins de fer
1915 dans les chemins de fer - 1916 - 1917 dans les chemins de fer

## Évènements

### Juillet
- 1er juillet, France : ouverture de la section Opéra - Palais Royal de la ligne 7 du métro de Paris.

### Août
- 23 août, France : ouverture de la section Jules Joffrin - Porte de la Chapelle de la ligne A du Nord-Sud (aujourd'hui ligne 12 du métro de Paris).